# Martin Schostak

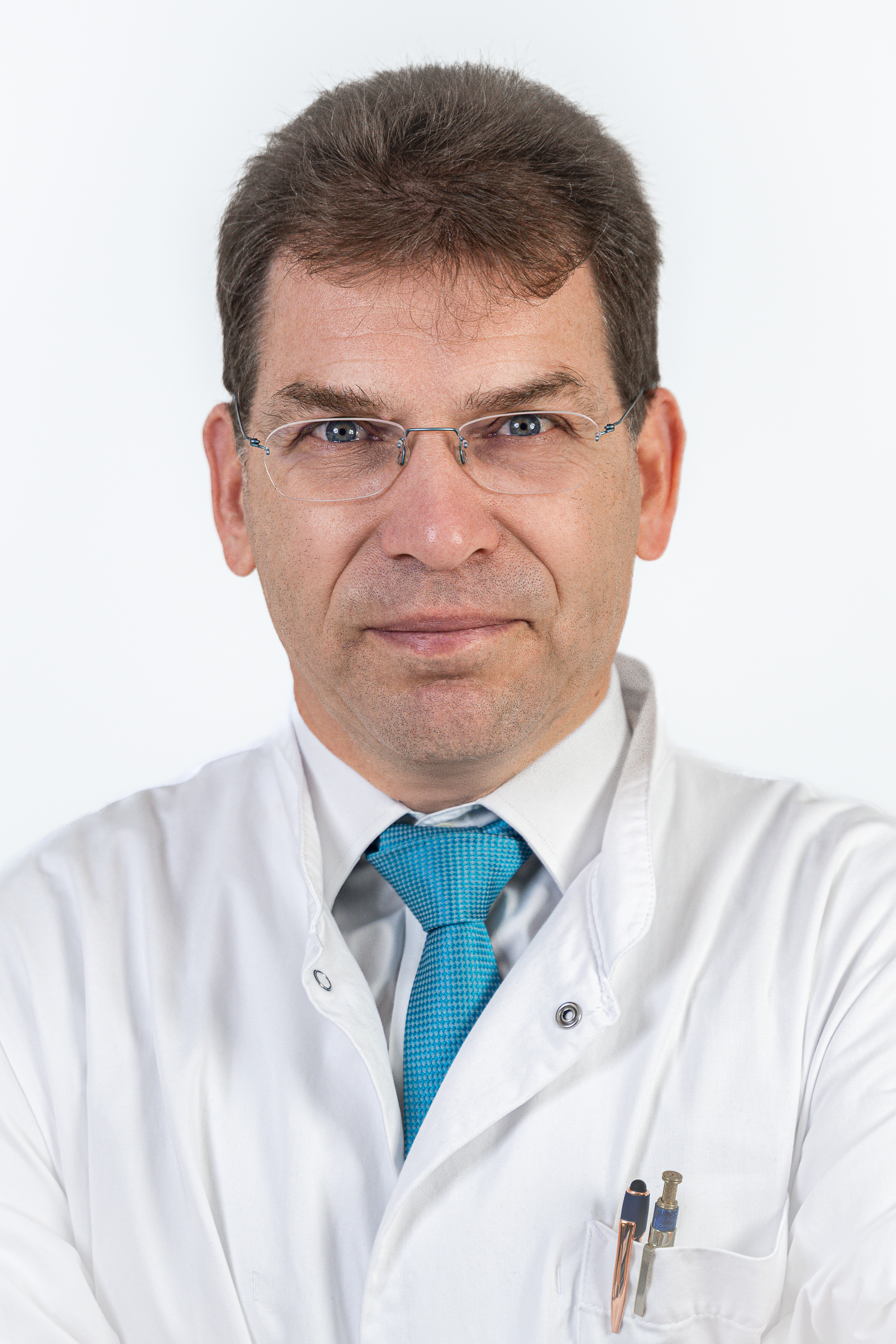
Martin Schostak

Martin Schostak (* 28. Dezember 1965 in Berlin) ist ein deutscher Arzt und Professor für Urologie. Er war von 2011 bis 2024 Lehrstuhlinhaber für Urologie und Direktor der Klinik für Urologie, Uroonkologie, robotergestützte und fokale Therapie am Universitätsklinikum Magdeburg.

## Leben
Martin Schostak war Schüler des Französischen Gymnasiums in Berlin. Nach dem Studium an der Universität Grenoble und der Freien Universität Berlin wurde er 1996 an der Charité Berlin promoviert und schloss 1998 seine Facharztausbildung für Urologie ab. 2007 wurde er habilitiert. Von 2001 bis 2009 war er Oberarzt und leitender Oberarzt der Urologischen Klinik der Charité Berlin unter Leitung von Kurt Miller. Von 2009 bis 2011 bekleidete er dort das Amt des stellvertretenden Klinikdirektors. 2011 wurde Schostak auf den Lehrstuhl für Urologie der medizinischen Fakultät der Otto-von-Guericke-Universität Magdeburg berufen und war bis Dezember 2024 Direktor der Klinik für Urologie, Uroonkologie, robotergestützte und fokale Therapie am Universitätsklinikum Magdeburg. Seither ist er ärztlicher Leiter seines Unternehmens Logicuro in Berlin.
Seine klinischen Schwerpunkte liegen im Bereich der radikalen Tumorchirurgie von Prostata, Harnblase und Niere, der Therapie fortgeschrittener Tumoren und der Salvage-Therapie. Er ist Experte für fokale Therapie verschiedener Organe und Vorsitzender des Arbeitskreises für Fokale und Mikrotherapie der Akademie der Deutschen Gesellschaft für Urologie. Schostak beschäftigt sich in seinem Forschungslabor mit molekularen Detektions- und Prognoseparametern bei Prostata-, Nieren- und Harnblasenkrebs.

## Medizinische Forschung
- Fokale Therapie von Prostata- und Nierentumoren
- Molekulare Detektions- und Prognoseparameter bei Prostatakrebs, Nierenkrebs und Blasenkrebs
- Operationstechniken und blutsparende Konzepte bei Operationen im kleinen Becken
- Medikamentöse Tumortherapie urologischer Tumore

## Mitarbeit in Gremien
- Vorsitzender des Arbeitskreises Fokale und Mikrotherapie der Akademie[5] der Deutschen Gesellschaft für Urologie